# 粤西行政区
粤西行政区，中华人民共和国广东省已撤销的行政区，在今广东省西部。
1952年置，行政公署驻湛江市。辖原高雷专区所属茂名、化县、信宜、电白、遂溪、徐闻、海康、吴川、梅茂、廉江10县及粤中专区所属台山、赤溪、阳江、阳春、恩平、开平6县。由湛江市、吴川县和东海、硇洲两岛析置雷东县。粤西行政区辖17县。
1953年，撤销赤溪县，并入台山县；撤销梅茂县，并入吴川县。
1955年10月，广东省人民委员会向国务院提交报告，请求撤销粤西等四个行政区。1956年，报告获得批准，粤西行政区辖县划归湛江、佛山2专区：
- 将台山、恩平、开平3县划归佛山专区；
- 将遂溪、廉江、化县、茂名、信宜、阳春、阳江、电白、吴川、雷东、海康、徐闻12县划归湛江专区。